# Arrondissement Pau
Arrondissement Pau (fr. Arrondissement de Pau) je správní územní jednotka ležící v departementu Pyrénées-Atlantiques a regionu Akvitánie ve Francii. Člení se dále na 21 kantonů a 269 obcí.

## Kantony
- Arthez-de-Béarn
- Arzacq-Arraziguet
- Billère
- Garlin
- Jurançon
- Lagor
- Lembeye
- Lescar
- Montaner
- Morlaàs
- Nay-Est
- Nay-Ouest
- Orthez
- Pau-Centre
- Pau-Est
- Pau-Nord
- Pau-Ouest
- Pau-Sud
- Pontacq
- Salies-de-Béarn
- Thèze